# Стратосфера Лас-Вегас
«Стратосфе́ра Лас-Ве́гас» (англ. Stratosphere Las Vegas) — готель-казино, розташований на бульварі Лас-Вегас-Стріп, в Лас-Вегасі, штат Невада, США. Належить компанії Golden Entertainment, яка у 2017 році придбала його та ще три об'єкти в попереднього власника, American Casino & Entertainment Properties. У готелі — 2444 номерів і казино площею 7000 м².
Вежа готелю-казино «Стратосфера» — найвища оглядова вежа в США. Крім того, в верхній частині вежі задіяно декілька висотних атракціонів, наприклад, виносна за межі верхнього ярусу карусель.
«Стратосфера» — найпівнічніше серед великих казино на бульварі Стріп, і, як і всі інші, належить північному Стріпу.
Після свого відкриття у 1996 році, перші часи «Стратосфера» через своє положення далеко від найпопулярніших готелів-казино Лас-Вегаса було порівняно непопулярним, ніж планувалося спочатку, проте, зрештою, низькі ціни на номери і унікальні пропозиції гарантували його успіх.
Хоча багато туристів вважають розташування «Стратосфери» незручним, інші розцінюють місцеположення казино як додаткову перевагу. По-перше, «Stratosphere» знаходиться приблизно посередині між найбільшими готелями-казино, які розташовані південніше на бульварі Лас-Вегас-Стріп в передмісті Парадайз, та ближче до півночі історичним центром Лас-Вегаса, основні готелі-казино якого розташовані вздовж Фрімонт-стріт в даунтауні. А по-друге, між готелями-казино даунтауна і Стріпа цілодобове сполучення, включаючи прекрасний панорамний двопалубний автобус The Deuce, який слідує повз і зупиняється біля «Стратосфери».

## Історія
Казино було задумано Бобом Ступаком, власником ігрових закладів у Лас-Вегасі, як заміна його ж казино Vegas World. У 1995 в приватний проект, який вже реалізовувався, як партнер ввійшла компанія Grand Casinos, а пізніше була створена Stratosphere Corporation, вже публічна компанія, чиї акції були доступні до продажу всім охочим.
Готель-казино було урочисто відкрито 30 квітня 1996 року, а незабаром Stratosphere Corporation збанкротувала, що стало причиною припинення будівництва другого готельного корпусу, декілька поверхів якого були вже частково завершені. Банкрутство призвело до зміни власника: через скупівлю випущених облігацій контроль над «Стратосферою» отримав Карл Айкан, мільярдер і власник холдингу Icahn Enterprises LP (до 2007 року відомий під назвою American Real Estate Partners).
У червні 2001 року казино суттєво розширилось: було завершено будівництво другого готельного корпусу на 1 000 номерів. Вартість проекту становила $65 мільйонів.
У жовтня 2017 року Golden Entertainment придбали «Стратосферу» у рамках купівельної угоди з American Casino & Entertainment Properties на суму 850 млн доларів США. Golden придбали Arizona Charlie's Boulder, Arizona Charlie's Decatur та Aquarius Casino Resort. У березні 2018-го Golden Entertainment оголосили про свій план реконструкції «Стратосфери» вартістю 140 млн доларів.

## Атракціони

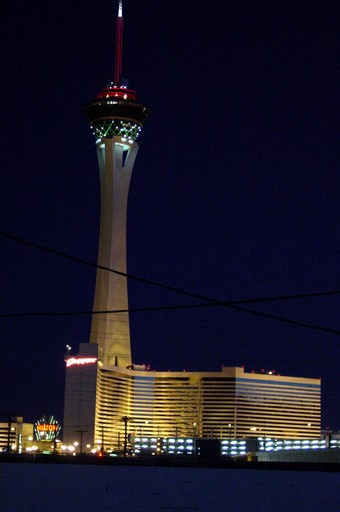
Готель-казино Stratosphere

Головним визначним місцем готелю-казино є його оглядова вежа висотою 350 метрів — це не тільки найвища споруда в Лас-Вегасі, а й друга за висотою вільно стояча споруда в США на захід від Міссісіпі після димової труби Кеннекотт в штаті Юта.
На вершині вежі знаходяться оглядовий майданчик, ресторан, який обертається і такі атракціони:
- The Big Shot — знаходиться на висоті 329 м, найвищий атракціон у світі; це крісла, встановлені по колу на квадратну раму, яка з різкими прискореннями та гальмуваннями «стрибає», а фактично ковзає вздовж вертикального шпилю вежі;
- Insanity the Ride — відкритий у 2005 році, знаходиться на висоті 274 м; це «виносну карусель», яка має форму розташованих зіркою клешень з кріслами внизу, кріпиться зверху до поворотної консолі, яка після посадки та фіксації туристів в кріслах розвертається і виносить карусель за межі вежі, де починаються обертання по колу зі швидкістю приблизно 40 миль на годину з плавним відведенням крісел назад до горизонталі — екстремали можуть спостерігати перед собою землю з висоти приблизно 280 м;
- X-Scream — знаходиться на висоті 264 м;
- The High Roller — знаходився на висоті 277 м, був найвищими «американськими гірками» в світі, був закритий 30 грудня 2005 року. На його місці встановлено новий атракціон — відкритий вагон, який з'їжджає в сторону від вежі, розгойдується і різко гальмує.
- SkyJump Las Vegas — банджи-джампінг, знаходиться на висоті 261 м. Дозволяє відвідувачам перебувати у вільному падінні з шаленою швидкістю, прикріпленими до гумового канату. SkyJump відкритий 20 квітня 2010 року.

## Казино
Казино, які знаходяться в менш популярних районах Лас-Вегаса, з ціллю привабити туристів, зазвичай пропонують відвідувачам кращі ставки, ніж більш вигідно розташовані ігрові заклади. «Стратосфера» — не виняток. Наприклад, мінімальна ставка в блекджек тут становить $5, в той час як типовий мінімум в готелях-казино на бульварі Стріп — $10.